# Gunung Ketek
Gunung Ketek is een bestuurslaag in het regentschap Aceh Selatan van de provincie Atjeh, Indonesië. Gunung Ketek telt 514 inwoners (volkstelling 2010).